# 黑誠會
二代目黑誠會在大阪府大阪市北區中津3-35-5剣ビル 本部的設置，日本的指定暴力團之一・神戶山口組的2次團體。

## 略記
原柳川組系的黑澤組副組長・前田和男，在1984年黑澤組解散時繼承了該地盤組成黑誠會、並為四代目山口組直系組長。五代目山口組時，前田擔任若頭補佐、他在1993年9月病逝後。由劍 政和繼承家業，就任二代目會長、1993年12月、昇格為五代目山口組直系組長。2007年11月、六代目山口組発展後，劍 政和升任山口組幹部。
2015年脫離了六代目山口組，加入另組神戶山口組。

## 歷任會長
- 初代：前田和男（五代目山口组若头补佐）
- 二代：劍 政和（六代目山口組幹部、總本部事務局次長）

## 最高幹部

### 神戶山口組
（2015年-2018年）
- 會長・剣政和（神戶山口組若頭補佐）
- 若頭・神田清正
- 舍弟頭・寺村洋一
- 本部長・中井敏明

### 六代目山口組
（2013年時）
- 會長・劍 政和（六代目山口組幹部、總本部事務局次長）
- 若頭・神田清正
- 舍弟頭・正木次郎（正木組組長）
- 本部長・寺村洋一（寺村組組長）
- 若頭代行・阿部雅流（阿部連合會會長）

## 資料來源
1. ↑  .   [2013-11-02]. （原始内容存档于2013-10-31）.
2. ↑  山口組分裂騒動　処分の直系１３組長判明 （页面存档备份，存于） 神戶新聞 2015.09.01